# Anodonta
Anodonta là tên một chi trai nước ngọt trong họ Unionidae, họ trai sông.

## Các loài
- Anodonta anatina Linné, 1758 – duck mussel
- Anodonta beringiana Middendorff, 1851 – Yukon floater
- Anodonta californiensis I. Lea, 1852 – California floater
- Anodonta cataracta Say, 1817 – eastern floater
- Anodonta couperiana I. Lea, 1840 – barrel floater
- Anodonta cygnea Linné, 1758 – swan mussel
- Anodonta dejecta Lewis, 1875 – woebegone floater
- Anodonta gibbosa Say, 1824
- Anodonta hartfieldorum
- Anodonta heardi M. E. Gordon and Hoeh, 1995 – Apalachicola floater
- Anodonta imbecillis Say, 1829 synonym Utterbackia imbecillis [1]
- Anodonta implicata Say, 1829 – alewife floater
- Anodonta kennerlyi I. Lea, 1860 – western floater
- Anodonta nuttalliana Lea, 1838 – winged floater
- Anodonta oregonensis I. Lea, 1838 – Oregon floater
- Anodonta peggyae Johnson, 1965
- Anodonta pseudodopsis Locard, 1883
- Anodonta suborbiculata Say, 1831 – flat floater
- Anodonta wahlamatensis I. Lea, 1838 – Willamette floater; synonym for Anodonta nuttalliana[2]